# Julien Seri
Julien Seri est un réalisateur, producteur de cinéma, dialoguiste et scénariste français, né le 24 mai 1971 à Paris (Île-de-France).

## Biographie
Julien Seri naît le 24 mai 1971 dans le 14e arrondissement[réf. nécessaire] de Paris.
Depuis 1992, il réalise plusieurs clips vidéos (Laurent Voulzy, Jil Caplan, Astonvilla , etc.) et des dizaines films publicitaires (Renault, Lexus, Garnier, Kookaï, Studio Magazine, Citroën, Toyota, Nestlé, Vittel, Nivéa, La Française des jeux) qui lui ont fait gagner de nombreux prix, dont deux Lions de Bronze au festival du film publicitaire de Cannes en 1997 et 2006, ainsi que le grand prix du Club des Directeurs Artistiques en 2007, Le Marcus du public en 2003 au SATCAR (festival du film publicitaire automobile), ainsi que deux Lynx (Bronze et Argent) au festival du film publicitaire de Dubaï en 2009.
Dans les années 2000, en  parallèle de son activité publicitaire, il écrit plusieurs scripts (Yamakasi, Facteur chance, Légende de sang, etc.).
En 2003, il réalise son premier long métrage Les Fils du vent, puis, en 2005, Scorpion.
Il monte sa propre société de production, Daigoro Films, avec laquelle il coproduit un grand nombre de ses films publicitaires, ainsi que plusieurs courts métrages, dont Bloody Pizza, réalisé par Michel Rodas — récompensé du grand prix du festival de Cognac en 2003. Sa société développe avec l’aide de différents auteurs, plusieurs de ses futurs projets.

### Prises de position
En mai 2019, Julien Seri co-signe parmi 1 400 personnalités du monde de la culture, la tribune « Nous ne sommes pas dupes ! », publiée dans le journal Libération, pour soutenir le mouvement des Gilets jaunes et affirmant que « les gilets jaunes, c'est nous ».

## Filmographie

### Réalisateur

#### Cinéma
- 1997 : Fallen angels (court métrage)
- 2000 : Yamakasi, coréalisé avec Ariel Zeitoun
- 2004 : Les Fils du vent
- 2007 : Scorpion
- 2015 : Night Fare
- 2020 : Anderson Falls (scénarisé et produit par Giles Daoust)[2]
- 2024 : Kali

#### Télévision
- 2009 : Facteur chance
- 2010 : Le Pot de colle
- 2010 : Légende de Sang
- 2021 : Dolorès, la malédiction du pull-over rouge (série Canal+)
- 2022 : Je suis né à 17 ans
- 2022 : Astrid et Raphaëlle (saison 3, épisodes 5-8)
- 2022 : Le Saut du diable 2 : le Sentier des loups
- 2023 : Je suis né à 17 ans
- 2024 : Brigade anonyme (série M6)
- 2025 : Le Crime de la tour Eiffel

### Scénariste

#### Cinéma
- 2000 : Yamakasi de Ariel Zeitoun
- 2004 : Alive de Frédéric Berthe (idée originale)
- 2004 : Les Fils du vent de lui-même
- 2007 : Scorpion de lui-même

#### Télévision
- 2009 : Facteur chance de lui-même
- 2010 : Légende de Sang de lui-même

### Dialoguiste

#### Cinéma
- 2000 : Yamakasi de Ariel Zeitoun
- 2004 : Les Fils du vent de lui-même
- 2007 : Scorpion de lui-même

#### Télévision
- 2009 : Facteur chance de lui-même
- 2010 : Légende de Sang de lui-même

### Producteur
- 2003 : Bloody pizza de Michel Rodas (court métrage)
- 2006 : Le Sixième Homme de Julien Lacombe et Pascal Sid (court métrage)
- 2006 : J'ai plein de projets de Karim Adda (court métrage)
- 2007 : Scorpion de lui-même

### Réalisateur seconde équipe
- 2005 : L'Empire des loups de Chris Nahon

### Entretien
- Interview de Julien Seri par David Dang
- Interview de Julien Seri par Paul Doucet